# Hexorthodes euxoiformis
Hexorthodes euxoiformis là một loài bướm đêm trong họ Noctuidae.